# Inger Ljung
Inger Maria Margareta Ljung, född 26 november 1946, är universitetslektor och docent i Gamla Testamentets exegetik vid teologiska institutionen, Uppsala universitet.
Inger Ljung blev teologie doktor vid Uppsala universitet 1978 på en avhandling om språket i vissa Psaltarpsalmer. Hon är författare till ett flertal vetenskapliga artiklar, bland annat rörande sexualitet och kvinnors roll i Gamla Testamentet. 
Hon var även engagerad i debatten kring Åke Greens uttalanden om homosexualitet.